# Winthemia rufilatera
Winthemia rufilatera är en tvåvingeart som först beskrevs av Camillo Rondani 1850.  Winthemia rufilatera ingår i släktet Winthemia och familjen parasitflugor.
Artens utbredningsområde är Venezuela. Inga underarter finns listade i Catalogue of Life.